# Pachyballus
Pachyballus Simon, 1900 è un genere di ragni appartenente alla famiglia Salticidae.

## Etimologia
Il nome è composto dall'aggettivo greco παχύς, -έια, -ύ, pachys, -eia, -y, che significa grosso, robusto, spesso in relazione alla forma, e dal nome del genere Ballus con cui condivide vari caratteri morfologici.

## Distribuzione
Delle sei specie note di questo genere cinque sono diffuse in Africa, prevalentemente in Costa d'Avorio, in Sudafrica e in altri stati dell'Africa orientale; una sola specie, P. gambeyi, è endemica della Nuova Caledonia.

## Tassonomia
A maggio 2010, si compone di sei specie e una sottospecie:
- Pachyballus castaneus Simon, 1900 — Sudafrica
- Pachyballus cordiformis Berland & Millot, 1941 — Costa d'Avorio
- Pachyballus flavipes Simon, 1910 — Costa d'Avorio, Bioko (Golfo di Guinea)
  - Pachyballus flavipes aurantius Caporiacco, 1949 — Kenya
- Pachyballus gambeyi (Simon, 1880) — Nuova Caledonia
- Pachyballus transversus Simon, 1900[2] — Guinea-Bissau, Congo, Zanzibar, Sudafrica
- Pachyballus variegatus Lessert, 1925 — Africa orientale

### Specie trasferite
- Pachyballus rotundus Wesolowska & van Harten, 1994: a seguito di uno studio approfondito degli aracnologi Wesolowska e van Harten del 2007, questa specie, per i suoi caratteri distintivi, ha costituito un genere a parte assumendo la nuova denominazione Planiemen rotundus[1].